# Chris New
Chris New, född 17 augusti 1981, är en brittisk skådespelare och regissör, känd bland annat för sin medverkan som ena huvudrollsinnehavaren i filmen Weekend från 2011. New är utbildad vid Royal Academy of Dramatic Art i London och debuterade som scenskådespelare 2006. Utöver sitt arbete med film och på scen har New spelat mindre roller i ett antal tv-serier, däribland Tyst vittne och Our Girl.

## Filmografi
- Weekend (2011; skådespelare)
- Ticking (2013; producent, manusförfattare, regissör, klippare)
- A Smallholding (2014; medförfattare, regissör, fotograf, ljudläggare)
- Chicken (2015; medförfattare)
- Wine Dark Sea (2016; skådespelare)
- Alex's Dream (2018; skådespelare)